# 柳川東インターチェンジ
柳川東インターチェンジ（やながわひがしインターチェンジ）は、福岡県柳川市にある有明海沿岸道路（大川バイパス）のインターチェンジである。
三池港方面出入口のみのハーフインターチェンジである。

## 歴史
- 2017年（平成29年）9月16日 : 徳益IC - 柳川西IC間開通に伴い、供用開始[1]。

## 道路
- 有明海沿岸道路（大川バイパス）

## 接続する道路
- 福岡県道772号徳益蒲船津線
- 福岡県道23号久留米柳川線（間接接続）

## 周辺
- 立花氏庭園
- 北原白秋生家

## 隣
有明海沿岸道路（大川バイパス）
三橋IC - 柳川東IC - 柳川西IC